# 桐生織物参考館“紫”
桐生織物参考館“紫”（きりゅうおりものさんこうかん“ゆかり”）は、群馬県桐生市東四丁目にある織物博物館である。
正式名称は、織物参考館“紫”　おりものさんこうかん“ゆかり”　管理・運営者は森秀織物株式会社

## 概要
森秀織物株式会社が旧工場を利用して運営しており、桐生織に関する資料や織機・器具などの展示を行っている。
旧鋸屋根工場や撚糸場、釜場、整経場などの建物が、展示室や体験学習室となっており、藍染めや手織りが体験できる。また、隣接する森秀織物工場は見学が可能である。
大型バスの受入も可能であり、小学校の社会科見学・課外授業や団体でのワークショップにも活用されている、日本の近代産業の歴史が分かりやすいと海外からの研修旅行も多く訪れる。
工場群や森島家住宅は、初代森島秀が大正13年（1924年）前後に建築したもので、平成18年（2006年）には、国の登録有形文化財に登録された。創業は明治10年(1877年)半農半工で養蚕と機織りを行っていた。
昭和56年(1981年)5月　森秀織物工場群の一部を織物参考館として開館、一般公開と体験施設を始める。
平成19年(2007年)織物収蔵品が経済産業省・近代化産業遺産として認定。
平成24年(2012年)群馬県・ぐんま絹遺産として登録。
平成27年(2015年)森秀織物、織物工場群と共に文化庁・日本遺産に認定。上州のかかあ天下